# Jeff Young (rugbista)
Jeff Young (Blaengarw, 1º settembre 1942 – Harrogate, 3 ottobre 2005) è stato un rugbista a 15 gallese, che giocava nel ruolo di tallonatore.
Insegnante di professione, militò nei club di Blaengarw, Harrogate, Bridgend e per i London Walsh. Nel corso della sua carriera sportiva ha giocato anche per gli East Wales, che ottennero un pareggio contro gli All Blacks nel 1967, e per i British and Irish Lions nel tour del 1968 in Sudafrica (giocando nel solo match d'esordio).
Fece il suo debutto internazionale con la maglia del Galles a Cardiff nel 1968 contro la Scozia, diventando subito titolare e giocando in 22 dei successivi 26 incontri della sua nazionale. 
Fece parte della squadra che conquistò il Grande Slam del 1971 e ha fatto la sua ultima apparizione internazionale contro la Francia a Parigi nel 1973, lasciando la maglia da titolare a Bobby Windsor.
Nel 1971 lasciò l'insegnamento arruolandosi nella R.A.F., l'aviazione britannica, e diventando un Wing Commander.
Nel 1991 divenne primo direttore tecnico della Welsh Rugby Union ed in seguito ad Harrogate.
Per i servizi resi al rugby ed alla RAF è stato insignito del titolo di Ufficiale dell'Eccellentissimo Ordine dell'Impero Britannico (OBE, Officer of the Order of the British Empire).
Morì ad Harrogate nel mese di ottobre 2005 affetto dalla malattia di Alzheimer.